# 紧密离子对
紧密离子对是用来描述阳离子、阴离子和溶剂分子间相互作用的一种概念，由Saul Winstein在1956年提出。在普通无机盐水溶液中，离子被完全溶解，并屏蔽在抗衡离子之外。在极性较低的溶剂中，离子间不会被完全分隔开，仍会保留某种程度的连接。而在紧密（接触）离子对中，没有溶剂分子分散离子，随着溶剂化程度增大，离子键减少，逐渐产生松散、溶剂共享的离子对。紧密离子对的概念被用于解释溶剂解反应的立体化学现象。

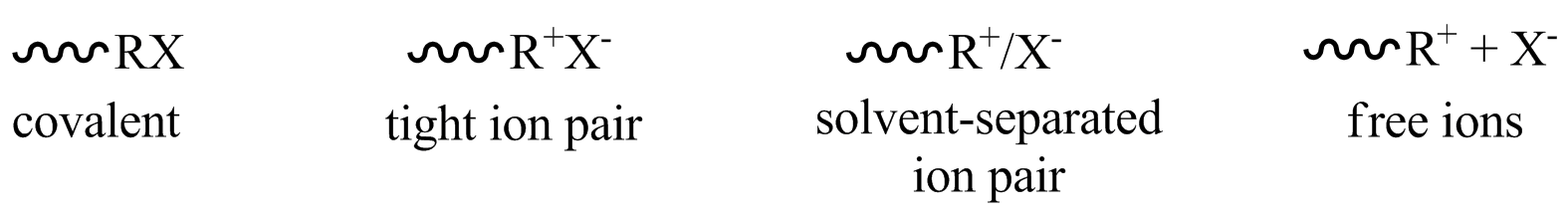
从左至右：共价键、紧密离子对、溶剂分离离子对、自由离子。

紧密离子对的概念被用来解释SN1反应中手性分子的轻微构型反转现象。据信，溶液中的溶剂或其他离子可以帮助离去基团的解离，发生SN1反应；离去基团也会保留在碳正离子附近，与其保持松散地结合，后续亲核试剂的背面进攻类似SN2反应，而纯粹的SN1反应产物是外消旋的。SNi机理也能引用亲密离子对的概念，离去基团和亲核试剂在同一方向脱离与进攻，得到构型保持的产物。

## 脚注
1. ↑  Solvent-shared ion pair